# Девід Деніелс
Девід Деніелс (англ. David Daniels; нар. 12 березня 1966, Спартанбург, Південна Кароліна, США) — американський оперний співак (контратенор). Один зі знаних виконавців, який зіткнувся з кримінальними звинуваченнями під час кампанії MeToo і визнав себе винним у сексуальних домаганнях у 2023 році.

## Ранні роки
Народився у Спартанбурзі, штат Південна Кароліна, у сім'ї двох вчителів вокалу. Почав співати з сопрано, перейшовши на тенор з дорослішанням. Його батько, баритон Перрі Деніелс, був одним із видатних членів виконавського факультету Бревардському музичному центрі, який відносився до музичної школи Коледжу Конверса в Спартанбурзі; його мати була оперним сопрано. Деніелс вивчав музику в Консерваторії коледжу Цинциннаті. Незадоволений своїми досягненнями як тенор, Деніелс перейшов на спів контртенора під час аспірантури у Школі музики, театру та танцю Мічиганського університету (магістр музики у 1992 році) під керівництвом Джорджа Ширлі.

## Кар'єра

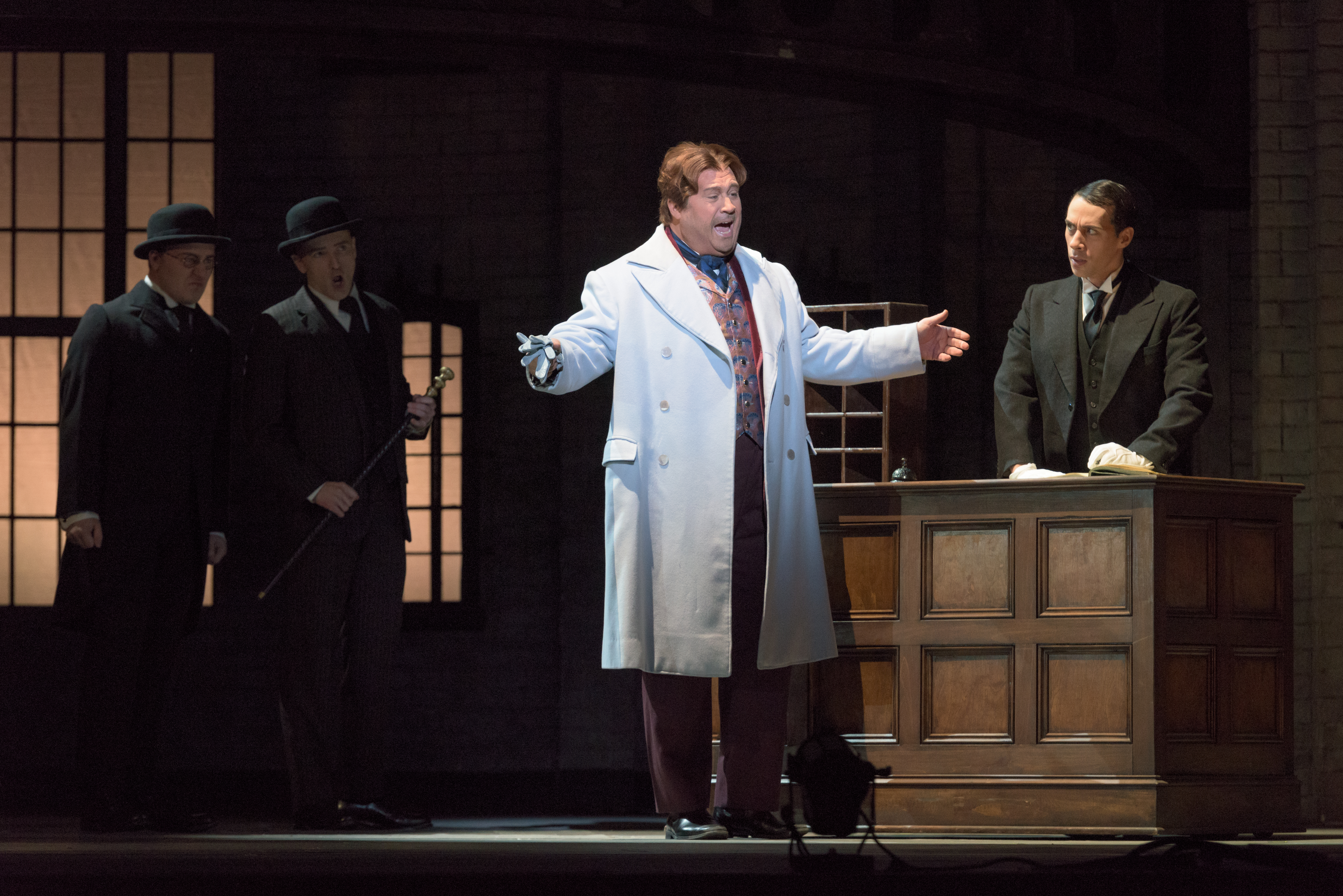
Деніелс у ролі Оскара Вайлда в «Оскарі», Опера Філадельфії, 2015

Деніелс дебютував як професійний співак у 1992 році. У 1997 році він отримав премію Річарда Такера. У 1999 році він дебютував у Метрополітен-опера у ролі Сесто в опері Генделя «Юлій Цезар».
Його репертуар розширився та складався з головної ролі у творах Генделя, зокрема Арсака в комедії «Партенопа» в Ліричній опері Чикаго та Сан-Франциско у 2014 році; головна роль у «Тамерлані» й Арсамена у «Ксерксі». У Баварській державній опері у Мюнхені Деніелс виконав головні ролі в «Рінальдо» й «Орландо», а також Давида в «Саулі». Він інтерпретував Оттона в «Коронації Поппеї» Монтеверді і записав роль Нерона у цьому ж творі, це також його дебютна роль в Опері Сан-Франциско у 1998 році. В опері Вівальді «Баязет» він виконав партію Тамерлана. У 2013 році виконав головну партію в опері «Юлій Цезар» в Метрополітен-опера.
Деніелс відійшов від барокових ролей, які зазвичай асоціюються з контртенорами, додавши до репертуару Оберона в «Сні літньої ночі» Бенджаміна Бріттена в Метрополітен-опера та роль Орфея в «Орфей і Еврідіка» Глюка в Ковент-гарден. У липні 2013 року виконав роль Оскара Вайлда в «Оскарі» в Опері Санта-Фе, написаній для нього Теодором Моррісоном; потім він знову заспівав «Оскара» у постановці Філадельфійської опери у 2015 році. Того ж року дебютував у Віденській державній опері в ролі Трінкуло в опері «Буря» Томаса Адеса.
З осені 2015 року до березня 2020 року Деніелс приєднався до викладачів своєї альма-матер, Школи музики, театру та танцю Мічиганського університету, як професор вокальної музики.

## Звинувачення у сексуальних домаганнях
Восени 2018 року Школа музики, театру та танцю Мічиганського університету відправила Деніелса у відпустку після звинувачень у сексуальних домаганнях. Ще один студент звинуватив Деніелса у сексуальних домаганнях і подав цивільні позови проти нього та Мічиганського університету у жовтні 2018 року. У відповідь на другий позов Деніелс подав зустрічний позов, заявивши, що звинувачення були «фальшивими та зловмисними». Після зустрічного позову Деніелса позов проти нього було відхилено. Однак позов проти Мічиганського університету залишився в силі. У 2019 році Опера Сан-Франциско усунула Деніелса з постановки «Орландо» «після тривалих роздумів, враховуючи серйозні звинувачення у сексуальному насильстві». У січні 2019 року штат Техас висунув звинувачення у сексуальному насильстві другого ступеня проти Деніелс і його чоловіка, яких потім заарештували в Анн-Арбор, штат Мічиган. 26 березня 2020 року за рекомендацією президента університету Марка Шлісселя й одностайним голосуванням Регентської ради Деніелса було звільнено з університету негайно без виплати вихідної допомоги.
4 серпня 2023 року Деніелс і його чоловік, диригент Скотт Волтерс, визнали себе винними у сексуальних домаганнях у Х'юстоні у 2010 році. Відповідно до угоди про визнання провини, обидва не будуть відбувати термін у в'язниці. Деніелсу загрожує вісім років випробувального терміну, довічна вимога бути зареєстрованим як сексуальний злочинець й ордер на утримання будь-яких контактів з жертвою.

## Особисте життя
Одружився з диригентом Скоттом Волтерсом у Джорджтауні, Вашингтон, округ Колумбія, 21 червня 2014 року. Церемонію провела суддя Верховного суду США Рут Бейдер Гінзбург.